# Reaktive Extrusion
Die reaktive Extrusion stammt aus der Kunststoffverarbeitung und ist ein Sonderverfahren der Extrusion. Während der Schwerpunkt der Extrusion im Wesentlichen auf der Formgebung (z. B. der Herstellung von Rohren, Halbzeugen etc.) liegt, werden bei der reaktiven Extrusion zunächst verschiedene Komponenten über chemische Reaktion(en) kovalent miteinander verbunden. Verwendet werden hierfür meist Doppelschneckenextruder, da sie sich in Bezug auf ihr Dispersionsverhalten am besten für diesen Prozess eignen. Die reaktive Extrusion unterteilt sich grob in folgende Bereiche:
- reaktives Blenden, d. h. dem Koppeln von unterschiedlichen Polymertypen mit Hilfe eines mit beiden Typen reagierenden Kopplers und der
- In-situ-Polymerisation, z. B. der Herstellung von Polyamid 6 durch ringöffnende Polymerisation von Caprolactam.